# Iwan Morozow
Iwan Aleksandrowicz Morozow, ros. Иван Александрович Морозов (ur. 4 grudnia 1880 w stanicy Jekaterinogradzkiej, zm. ?) – rosyjski wojskowy (esauł), oficer Wojska Polskiego, oficer kozackich oddziałów wojskowych w służbie armii niemieckiej podczas II wojny światowej.
W 1904 ukończył szkołę morską w Baku. W 1906 awansował do stopnia podporucznika, zaś w 1908 na porucznika. Dowodził 1 Dywizjonem Kutrów Rzecznych Flotylli Dunajskiej. Następnie przeszedł do Korpusu Straży Pogranicznej. W 1909 został miczmanem. Na początku stycznia 1918 wstąpił do wojsk Białych gen. Antona I. Denikina. Dowodził 1 Terską Kozacką Sotnią Oficerską. Latem 1918 r. awansował na starszinę wojskowego, a wkrótce na esauła. Został wybrany atamanem mozdockiego oddziału Terskiego Wojska Kozackiego. W 1919 objął dowodzenie 7 Terskiego Batalionu Płastuńskiego. W połowie listopada 1920 wraz z wojskami Białych ewakuował się z Krymu do Gallipoli. Na emigracji zamieszkał w Polsce i wstąpił do Wojska Polskiego. Po ataku wojsk niemieckich na ZSRR 22 czerwca 1941, służył jako oficer w kozackich oddziałach wojskowych Wehrmachtu. Dalsze jego losy są nieznane.